# Obereopsis trinotaticollis
Obereopsis trinotaticollis är en skalbaggsart som beskrevs av Stefan von Breuning 1967. Obereopsis trinotaticollis ingår i släktet Obereopsis och familjen långhorningar. Inga underarter finns listade i Catalogue of Life.